# Lake Dalecarlia
Lake Dalecarlia és una concentració de població designada pel cens dels Estats Units a l'estat d'Indiana. Segons el cens del 2000 tenia 1.285 habitants.

## Demografia
Segons el cens del 2000, Lake Dalecarlia tenia 1.285 habitants, 506 habitatges, i 363 famílies. La densitat de població era de 349,4 habitants/km².
Dels 506 habitatges en un 28,9% hi vivien nens de menys de 18 anys, en un 62,6% hi vivien parelles casades, en un 5,9% dones solteres, i en un 28,1% no eren unitats familiars. En el 23,3% dels habitatges hi vivien persones soles el 8,7% de les quals corresponia a persones de 65 anys o més que vivien soles. El nombre mitjà de persones vivint en cada habitatge era de 2,54 i el nombre mitjà de persones que vivien en cada família era de 3,02.
Per edats la població es repartia de la següent manera: un 22,8% tenia menys de 18 anys, un 7,9% entre 18 i 24, un 27,8% entre 25 i 44, un 28,5% de 45 a 60 i un 13% 65 anys o més.
L'edat mediana era de 39 anys. Per cada 100 dones de 18 o més anys hi havia 96,8 homes.
La renda mediana per habitatge era de 52.454 $ i la renda mediana per família de 54.297 $. Els homes tenien una renda mediana de 44.659 $ mentre que les dones 21.250 $. La renda per capita de la població era de 25.068 $. Entorn de l'1,9% de les famílies i el 4,1% de la població estaven per davall del llindar de pobresa.

## Poblacions més properes
El següent diagrama mostra les poblacions més properes.